# ディエゴ・ゴメス (パラグアイのサッカー選手)
ディエゴ・アレクサンダー・ゴメス・アマリージャ（Diego Alexander Gómez Amarilla, 2003年3月27日 - ）は、パラグアイ・ミシオネス県サン・ファン・バウティスタ出身のプロサッカー選手。プレミアリーグ・ブライトン・アンド・ホーヴ・アルビオンFC所属。パラグアイ代表。ポジションはミッドフィールダー。

## 経歴

### リベルタ
2022年5月4日にクラブ・リベルタでプロデビューした。

### インテル・マイアミ
2023年7月20日にメジャーリーグサッカーのインテル・マイアミCFへ完全移籍した。移籍金は非公開。
2024年2月21日、レアル・ソルトレイク戦で移籍後初得点を記録した。

### ブライトン
2024年12月10日、プレミアリーグのブライトン・アンド・ホーヴ・アルビオンFCへ完全移籍した。チームへの合流は2025年1月からとなる。

## 代表歴
2022年8月31日、19歳でパラグアイ代表デビューを果たした。同年はU-20パラグアイ代表で南アメリカ競技大会にも出場した。
2024年2月、U-23パラグアイ代表としてパリオリンピック予選に出場。大会トップとなる5得点を記録する活躍で、本選出場を決めた。9月10日、2026 FIFAワールドカップ・南米予選のブラジル戦でA代表初得点を記録し、これが決勝点となって試合は1-0で勝利した。

## 個人成績

### 代表
| パラグアイ代表 | 国際Aマッチ | 国際Aマッチ |
| 年             | 出場        | 得点        |
| -------------- | ----------- | ----------- |
| 2022           | 2           | 0           |
| 2023           | 5           | 0           |
| 2024           | 5           | 1           |
| 通算           | 12          | 1           |

### 代表での得点
| # | 開催日        | 開催地                                                      | 対戦国   | スコア | 結果 | 大会                              |
| - | ------------- | ----------------------------------------------------------- | -------- | ------ | ---- | --------------------------------- |
| 1 | 2024年9月10日 | アスンシオン エスタディオ・ディフェンソーレス・デル・チャコ | ブラジル | 1–0    | 1–0  | 2026 FIFAワールドカップ・南米予選 |

## タイトル

### クラブ
インテル・マイアミ
- サポーターズ・シールド：1回（2024年）
- リーグスカップ：1回（2023年）

### 代表
U-20パラグアイ代表
- 南アメリカ競技大会：1回（2022年）

U-23パラグアイ代表
- 2024年パリオリンピック南米予選（2024年）

### 個人
- 2024年パリオリンピック南米予選得点王（2024年）
- メジャーリーグサッカー U-22最優秀選手賞：1回（2024年）